# فهرست مناطق خودمختار بر پایه کشور

کشورهایی که حداقل یک منطقه خودمختار دارند.

فهرست مناطق خودمختار مرتب شده بر پایه کشور یک مرور کلی بر مناطق خودمختار جهان است. یک منطقه خودمختار به عنوان یک ناحیه از کشور تعریف شده‌است که دارای درجه‌ای از استقلال یا آزادی از مقامات بیرون از آن منطقه است. گونه‌های مختلفی از انواع نواحی خودمختار در جهان وجود دارد که بر پایه مواردی از تفاوت در اقلیت‌های قومی یا دوری از سرزمین اصلی کشور تشکیل شده‌اند. کشورهایی که مناطق خودمختار دارند اغلب به نام فدراسی شناخته می‌شوند. مناطق خودمختار از نهادهای فدرال و حکومت‌های مستقل جدا هستند و در مقایسه با دیگر روش‌های تقسیمات سیاسی، مناطق اینچنینی از وضعیت ویژه‌ای، من‌جمله اختیاراتی همچون قانون‌گذاری، برخوردارند. (برای یک فهرست مفصل از نواحی فدرال مقاله دولت فدرال را مشاهده کنید).
این لیست شامل مناطقی است که در سطح بین‌المللی به رسمیت شناخته شده‌اند؛ با این حال مناطق دیگری نیز به عنوان خودمختار مطرح هستند که در نظام بین‌الملل رسمیت ندارند.AB تعریف یک منطقه خودمختار از هر کشوری تا کشور دیگر متفاوت است؛ لذا نام محلی تقسیمات کشورها دارای اهمیت است که در جدول آمده.

## مناطق خودمختار

### ایجاد شده توسط توافق‌نامه‌های بین‌المللی
| کشور             | نام بومی ترجمه یا برابر | مناطق (نام نواحی خودمختار و توافق منجر به شکل‌گیری و سال ایجاد)                                           | منبع   |
| ---------------- | --- | --- | ------ |
| چین              | 特別行政區 (به چینی، زبان هر دو ناحیه ماکائو و هنگ‌کنگ) região administrativa especial (به پرتغالی، تنها رسمی در ماکائو) special administrative region (به انگلیسی، تنها رسمی در هنگ‌کنگ) منطقه ویژه اداری | هنگ کنگ (۱۹۹۷) • · بیانیهٔ الحاق سینو-بریتیش در ۱۹۸۴ · ماکائو (۱۹۹۹) • · بیانیهٔ الحاق سینو-بریتیش در ۱۹۸۷ | [ ۵ ]  |
| فنلاند           | itsehallinnollinen maakunta (فنلاندی) självstyrande landskap (سوئدی) استان خودمختار | جزایر الند (۱۹۲۲) • · کنوانسیون آلند                                                                     | [ ۸ ]  |
| بریتانیا         | UK constituent country with devolution (به انگلیسی) کشور تشکیل‌دهنده پادشاهی متحده با واگذاری اختیارات | ایرلند شمالی (۱۹۹۹) · پیمان جمعه نیک (۱۹۹۸)                                                              | [ ۹ ]  |
| ایتالیا          | autonome Provinz provincia autonoma (به ایتالیایی) استان خودمختار | التو آدیجه (۱۹۴۶، ۱۹۷۲) • · توافق گروبر-د گاسپری (۱۹۴۶)                                                  | [ ۱۰ ] |
| فلسطین / اسرائیل | سلطة إدارية مؤقتة (به عربی) סמכות מינהלית ביניים (به عبری) تشکیلات مدیریت موقت | تشکیلات خودگردان فلسطین (۱۹۹۴) · پیمان اسلو (۱۹۹۳)                                                       | [ ۱۱ ] |
| فلسطین           | "سلطة الحكم الذاتي الفلسطينية المؤقتة" (به عربی) "تشکیلات خودگردان موقت فلسطین" | نوار غزه و کرانه باختری · پیمان اسلو ۲ (۱۹۹۵)                                                            | [ ۱۲ ] |

- سوالبارد، نروژ: در این‌جا تعریف منطقه خودمختار دقیق نیست (داشتن حاکمیت داخلی در اینجا منظور نیست)، منتهی طبق پیمان ۱۹۲۰ اسپیتسبرگن سوالبار دارای حاکمیت محدود نروژ است[۱۳]و در نتیجه به عنوان وضعیت خاص در نظر گرفته شده‌است. (نه کاملاً با نروژ یکپارچه است و نه قلمروی وابسته آن محسوب می‌شود و آن را یک مورد sui generis تعریف کرده‌اند).
- هلیگولند، آلمان: با وجود آن که در سیطرهٔ حکومت آلمان است، شلسویگ-هولشتاین از برخی قوانین و ویژگی‌های اتحادیه اروپا مانند اتحادیه گمرکی و مالیات بر ارزش افزوده مستثنی شده‌است.[۱۴]
- بوزینگن ام هوشرهاین، آلمان و  کامپیونه د ایتالیا، ایتالیا با وجود این که بخش جدایی ناپذیر از کشورهای متبوع خود هستند، به عنوان قلمرویی محاط در خاک سوئیس عمدتاً از فرانک سوئیس به عنوان ارز استفاده کرده[۱۵][۱۶] و در اتحادیه گمرکی با آن هستند.[۱۷]

### ایجاد شده توسط قوانین داخلی
| کشور              | نام بومی ترجمه یا برابر                                      | مناطق (نام نواحی خودمختار و توافق منجر به شکل‌گیری و سال ایجاد) | منبع   |
| ----------------- | ------------------------------------------------------------ | --- | ------ |
| آنتیگوآ و باربودا | autonomous island جزیره خودمختار                             | باربودا |        |
| جمهوری آذربایجان  | muxtar respublika جمهوری مختار                               | نخجوان (۱۹۲۴): طبق پیمان مسکو (۱۹۲۱) و پیمان کارس (۱۹۲۱) | [ ۱۸ ] |
| چین               | 自治区 (zìzhìqū) نواحی خودمختار                              | گوانگشی (۱۹۵۸) • مغولستان داخلی (۱۹۴۷) • نینگ‌شیا (۱۹۵۸) • سین‌کیانگ (۱۹۵۵) • تبت (۱۹۶۵) | [ ۵ ]  |
| چین               | 自治州 (zìzhìzhōu) حوزه‌های خودمختار                          | بایینغولین • بورتالا • سانجی • چوشیونگ • دالی • دهونگ • دغن • انشی • گاننان • گارزه • گولوگ • یوشو • های‌بی • های‌نان • های‌شی • هونقه • هوان‌گنان • ایلی • قزل‌سو • لیانگشان یای • لیان‌شیا • نگاوا • نوجی‌یانگ • کیاندونگنان • کیانان • کیانشینان • ونشان • شیانگ‌شی • شیشوانگبنا • یانبیان | [ ۵ ]  |
| چین               | 自治县 (zìzhìxiàn) سرزمین‌های خودمختار                        | ۱۱۷ سرزمین (فهرست کامل) | [ ۵ ]  |
| چین               | 自治旗 (zìzhìqí) نشان‌های خودمختار                            | اونکی • مورین • اوروکین | [ ۵ ]  |
| دانمارک           | rigsfællesskabet قلمروهای دانمارک                            | جزایر فارو (۱۹۴۸) · گرینلند (۱۹۷۹) | [ ۸ ]  |
| فیجی              | autonomous region نواحی خودمختار                             | روتوما | [ ۱۹ ] |
| فرانسه            | Sui generis collectivité جوامع خاص                           | کالدونیای جدید (۱۹۹۹) | [ ۲۰ ] |
| فرانسه            | Collectivité d'outre-mer جوامع فرادریایی                     | سنت مارتین (۲۰۰۷) · سنت بارثلمی (۲۰۰۷) · سنت پیر و ماژلان (۲۰۰۳) · والیس و فوتونا (۲۰۰۳) |        |
| فرانسه            | Pays d'outre-mer سرزمین فرادریایی                            | پلی‌نزی فرانسه (۲۰۰۴) |        |
| فرانسه            | Collectivité territoriale unique جمعیت ارضی واحد             | مایوت (۲۰۱۱) · گویان فرانسه (۲۰۱۵) · مارتینیک (۲۰۱۵) · جزیره کرس (۲۰۱۸) · آلزاس (۲۰۲۱) |        |
| گرجستان           | avtonomiuri respublika جمهوری خودمختار                       | آبخاز (۱۹۹۱) • آجارستان (۱۹۹۱) | [ ۲۱ ] |
| گرجستان           | نهاد مدیریتی موقت                                            | اوستیای جنوبی (۲۰۰۷) | [ ۲۲ ] |
| یونان             | aftonomi monastiki politia دولت رهبانی خودمختار              | کوه آتوس (۱۹۱۳) | [ ۲۳ ] |
| هند               | भारत के स्वायत्त प्रशासनिक क्षेत्र شورای شهرستان‌ها و سرزمین‌های خودمختار | بودولند (۲۰۰۳) · بودو کاچاری (۲۰۲۰) • چکما (۱۹۷۲) • چوراچاندپور (۱۹۷۱) · دئوری (۲۰۰۵) · دیما هاسائو (۱۹۷۰) • گارو هیلز (۱۹۵۲) • گورخالند (۲۰۱۱) • جائنتیا هیلز (۱۹۷۲) · کاماتاپور (۲۰۲۰) • کربی انگلونگ (۱۹۷۰) • کارگل (۱۹۹۵) • خاشس هیلز (۱۹۵۲) • لای (۱۹۷۲) • له (۱۹۹۵) • میسینگ (۱۹۹۵) · موران (۲۰۲۰) • رابها هاسونگ (۱۹۹۵) • صدر (۱۹۹۵) · سونوال کاچاری (۲۰۰۵) · تیوا (۱۹۹۵) • مارا (۱۹۷۲) • نواحی کوهستانی تریپورا (۱۹۸۲) · ثنگال کاچاری (۲۰۰۵) · ماتاک (۲۰۲۰) · چندل · سناپاتی · تامنگلونگ · اوخرول و ناحیه خودمختار د فاکتوی سنتینل شمالی (۱۹۴۷) | [ ۲۴ ] |
| اندونزی           | daerah istimewa نواحی ویژه                                   | یوگیاکارتا (۱۹۵۰) · آچه (۲۰۰۵) |        |
| اندونزی           | daerah otonomi khusus ناحیه خودمختار ویژه                    | پاپوآ (۲۰۰۰) • پاپوآ غربی (۲۰۰۸) • جاکارتا (۱۹۶۱) |        |
| عراق              | هەرێمی کوردستان اقلیم کردستان                                | کردستان عراق (۱۹۹۲) | [ ۲۵ ] |
| ایتالیا           | regione autonoma نواحی خودمختار                              | دره ااوستا (۱۹۴۸) • فریولی ونتزیا جولیا (۱۹۶۳) • ساردینیا (۱۹۴۸) • سیسیل (۱۹۴۶) • ترنتینو آلتو آدیجه (۱۹۴۸) · شاهزاده‌نشین سبورگا (۱۹۶۰) | `      |
| ایتالیا           | provincia autonoma استان‌های خودمختار                         | تیرول جنوبی (۱۹۷۲) • ترنتینو (۱۹۷۲) |        |
| موریس             | autonomous island جزیره خودمختار                             | رودریگز (۲۰۰۲) | [ ۲۶ ] |
| مکزیک             | شهر خودمختار                                                 | مکزیکو سیتی (۲۰۱۶) | [ ۲۷ ] |
| مولداوی           | unitate teritorială autonomă واحدهای سرزمین خودمختار         | گاگائوزیا (۱۹۹۵) • ترانس‌نیستریا (۲۰۰۵) | [ ۸ ]  |
| میانمار           | ကိုယ်ပိုင်အုပ်ချုပ်ခွင့်ရဒေသ مراکز خودمدیریتی                               | دانو • کوکانگ • ناگا • پا لائونگ • پا-ئو • وا (۲۰۱۱) |        |
| نیکاراگوئه        | región autónoma نواحی خودمختار                               | ناحیه خودمختار آتلانتیک شمالی (۱۹۸۶) • ناحیه خودمختار آتلانتیک جنوبی (۱۹۸۶) | [ ۲۸ ] |
| پاناما            | comarca indígena سرزمین‌های بومی                              | امبرا-وونان (۱۹۸۳) · کونا د مادوگاندی (۱۹۹۶) • کونا د وارگاندی (۲۰۰۰) • کونا یالا (۱۹۳۸) • نگوبه-بوگله (۱۹۹۷) | [ ۲۹ ] |
| پاپوآ گینه نو     | autonomous region ناحیه خودمختار                             | منطقه خودمختار بوگن‌ویل (۲۰۰۰) | [ ۳۰ ] |
| فیلیپین           | rehiyong awtonomus ناحیه خودمختار                            | ناحیه خودمختار مسلمانان میندانائو (۲۰۱۹) | [ ۳۱ ] |
| پرتغال            | região autónoma ناحیه خودمختار                               | آزور (۱۹۷۶) • مادیرا (۱۹۷۶) | [ ۸ ]  |
| روسیه             | respublika جمهوری                                            | آدیغیه • جمهوری آلتایی • باشقیرستان • بوریاتیا • چچن • چواشستان • جمهوری کریمهC • داغستان • اینگوشتیا • کاباردینو-بالکاریا • قالموقستان • کاراچای-چرکسیا • جمهوری کارلیا • خاکاسیا • کومی • ماری ال • موردوویا • اوستیای شمالی-آلانیا • یاقوتستان • تاتارستان • تووا • اودمورتیا | [ ۸ ]  |
| روسیه             | avtonomnaya oblast ابلاست خودمختار                           | استان خودگردان یهودی (۱۹۳۴) | [ ۸ ]  |
| روسیه             | avtonomny okrug شهرستان‌های خودمختار                          | چوکوتکا • ناحیه خودگردان خانتی-مانسی • ننتسیا • ناحیه خودگردان یامالو-ننتس | [ ۸ ]  |
| سنت کیتس و نویس   | جزیره خودمختار                                               | نویس (جزیره) (۱۹۶۷) | [ ۳۲ ] |
| سائوتومه و پرنسیپ | região autónoma ناحیه خودمختار                               | پرنسیپ (۱۹۹۵) | [ ۳۳ ] |
| صربستان           | autonomna pokrajina استان خودمختار                           | استان خودمختار وویوودینا (۱۹۴۵) • استان خودمختار کوزوو و متوهیا (۱۹۶۳) | [ ۳۴ ] |
| سومالی            | سرزمین خودمختار                                              | پانتلند (۱۹۹۸) | [ ۳۵ ] |
| کره جنوبی         | teukbyeol jachido استان خودمختار مخصوص                       | استان ججو (۲۰۰۶) | [ ۳۶ ] |
| تاجیکستان         | ولایت مختار                                                  | ولایت مختار کوهستانی بدخشان (۱۹۲۵) | [ ۳۷ ] |
| تانزانیا          | Serikali ya Mapinduzi Zanzibar دولت انقلابی زنگبار           | زنگبار (۱۹۶۴) | [ ۳۸ ] |
| ترینیداد و توباگو | autonomous island جزیره خودمختار                             | توباگو |        |
| اوکراین           | avtonomna respublika جمهوری خودمختار                         | شبه‌جزیره کریمه (۱۹۹۲)C | [ ۸ ]  |
| بریتانیا          | کشور تشکیل‌دهنده پادشاهی متحده با واگذاری اختیارات            | اسکاتلند (۱۹۹۹) • ولز (۱۹۹۹) | [ ۸ ]  |
| ازبکستان          | respublika جمهوری                                            | قره‌قالپاقستان |        |

#### تقسیم‌شده به تعدادی ناحیهٔ خودمختار
در تعدادی از کشورها همه مناطق یا تمامی سطوح تقسیمات سیاسی از نوع خاصی از «استقلال» برخوردارند. میزان اختیارات و قدرت دولت‌های محلی و مرکزی در چنین کشورهایی متفاوت است.
| کشور            | نام بومی ترجمه یا برابر | مناطق (نام نواحی خودمختار و توافق منجر به شکل‌گیری و سال ایجاد) | منبع   |
| --------------- | --- | --- | ------ |
| بولیوی          | departamento دپارتمان‌ها | بنی (۲۰۰۶) • پاندو (۲۰۰۶) • سانتاکروز (۲۰۰۶) • تاریزا (۲۰۰۶) • لاپاز (۲۰۰۹) • کوچوبامبا (۲۰۰۹) • چوکیساکا (۲۰۰۹) • اورورو (۲۰۰۹) • پوتوسی (۲۰۰۹) | [ ۳۹ ] |
| بولیوی          | provincia autónoma استان خودمختار | استان گران چاکو | [ ۴۰ ] |
| بولیوی          | municipio autónomo شهرداری خودمختار | هوآکایا • تارابوکو • موخوکویا • چارازانی • خسوس د ماچاکا • پامپاس آئویاگاس • سان پدرو د توتورا • چیپایا • سالیناس د گارسی مندوزا • چایانتا • چاراگوئا | [ ۴۱ ] |
| بولیوی          | territorio indígena سرزمین‌های بومی | تمامی سرزمین‌های متعلق به جوامع بومی (tierras comunitarias de origen) شامل: دهکده سرخپوستی گورانی‌ها، مرکز دهکده‌های سرخپوستی بومیان گوارایوس، مرکز دهکده‌های سرخپوستی بومیان بنی، مرکز سرخپوستان بومی ناحیهٔ آمازون بولیوی، مرکز بومیان دهکده‌های سرخپوستی آمازون در پاندو، مرکز دهکده‌های سرخپوستی بومیان تروپیکو در کوچابامبا، مرکز دهکده‌های سرخپوستی بومیان لاپاز، سازمان ریش‌سپیدان وهنایک تاپیئته. |        |
| بوسنی و هرزگوین | entitet نهاد مستقل | فدراسیون بوسنی و هرزگوین (۱۹۹۴) • جمهوری صرب (۱۹۹۲) | [ ۴۲ ] |
| کومور           | île autonome جزیره خودمختار | آنژوان (۲۰۰۲) • گرند کومور (۲۰۰۲) • موهیلی (۲۰۰۲) | [ ۴۳ ] |
| اسپانیا         | [Comunidad autónoma] Error: {{Lang}}: متن دارای نشانه‌گذاری ایتالیک است (راهنما) (به اسپانیایی) autonomia erkidegoa(به باسکی) comunautat autonòma (به اکسیتی) comunitat autònoma (به کاتالونی/والنسیایی) comunidade autónoma (به گالیسی) بخش‌های خودمختار اسپانیا | اندلس (۱۹۸۱) • آراگون (۱۹۸۲) • آستوریاس (۱۹۸۱) • جزایر بالئاری (۱۹۸۳) • سرزمین باسک (منطقه خودمختار) (۱۹۷۹) • جزایر قناری (۱۹۸۲) • استان کانتابریا (۱۹۸۲) • کاستیا-لا مانچا (۱۹۸۲) • کاستیا و لئون (۱۹۸۳) • کاتالونیا (۱۹۷۹) • اکسترمادورا (۱۹۸۳) • گالیسیا (۱۹۸۱) • لاریخا (۱۹۸۲) • مادرید (بخش خودمختار) (۱۹۸۳) • مورسیا (۱۹۸۲) • نابارا (۱۹۸۲) • بخش خودمختار والنسیا (۱۹۸۲)                  | [ ۸ ]  |
| اسپانیا         | [ciudad autónoma] Error: {{Lang}}: متن دارای نشانه‌گذاری ایتالیک است (راهنما) شهر خودمختار | سبته (۱۹۹۵) • ملیلیه (۱۹۹۵) | [ ۸ ]  |

#### سرزمین‌های مستقل مرتبط به کشورها
| کشور                | نام بومی ترجمه یا برابر                           | مناطق (نام نواحی خودمختار و توافق منجر به شکل‌گیری و سال ایجاد)                              | منبع   |
| ------------------- | ------------------------------------------------- | ------------------------------------------------------------------------------------------- | ------ |
| هلند                | autonoom land سرزمین خودمختار                     | آروبا (۱۹۸۶) • کوراسائو (۲۰۱۰) • سنت مارتین (۲۰۱۰)                                          |        |
| نیوزیلند            | state in free-association نواحی در شراکت آزاد     | جزایر کوک (۱۹۶۵) • نیووی (۱۹۷۴)                                                             |        |
| نیوزیلند            | self-administering territory سرزمین‌های خودمدیریتی | توکلائو (۱۹۴۸)                                                                              | [ ۲۰ ] |
| بریتانیا            | Crown dependency وابسته به تاج و تخت              | گرنزی • جزیره من • جرزی                                                                     | [ ۸ ]  |
| بریتانیا            | British Overseas Territory سرزمین‌های فرا دریایی   | آنگویلا · برمودا · جزایر ویرجین انگلستان · جزایر کیمن · جزایر فالکلند · جبل طارق · مونتسرات | [ ۸ ]  |
| ایالات متحده آمریکا | commonwealth مشترک‌المنافع                         | پورتوریکو (۱۹۵۲) • جزایر ماریانای شمالی (۱۹۷۸)                                              | [ ۴۴ ] |

## گونه‌های دیگر خودمختاری
تعدادی از مناطق مسکونی نیز تحت عنوان «مستقل» شناخته شده‌اند که گرچه دارای آزادی‌های ویژه و به خصوصی نیستند ولی به صورت منطقه خودمختار شناخته شده‌اند.

### پایتخت خودمختار
| کشور                 | نام بومی ترجمه یا برابر                 | مناطق (نام نواحی خودمختار و توافق منجر به شکل‌گیری و سال ایجاد) | منبع   |
| -------------------- | --------------------------------------- | -------------------------------------------------------------- | ------ |
| آرژانتین             | ciudad autónoma شهر خودمختار            | بوئنوس آیرس (۱۹۹۴)                                             | [ ۴۵ ] |
| کامبوج               | krong شهرهای خودمختار                   | پنوم‌پن، همراه با شهرهای آزاد با طبقه‌بندی مشابه                 | [ ۴۶ ] |
| جمهوری آفریقای مرکزی | commune autonome کمون خودمختار          | بانگی                                                          | [ ۴۷ ] |
| گینه بیسائو          | sector autónomo بخش خودمختار            | ناحیه بیسائو                                                   | [ ۴۸ ] |
| اندونزی              | daerah khusus ibukota ناحیه ویژه پایتخت | جاکارتا                                                        | [ ۴۹ ] |
| ازبکستان             | shahar (شهر) شهر خودمختار               | تاشکند (۱۹۱۸)                                                  | [ ۵۰ ] |

### شهرهای آزاد با نام خودمختار
| کشور      | نام بومی ترجمه یا برابر       | مناطق (نام نواحی خودمختار و توافق منجر به شکل‌گیری و سال ایجاد) | منبع   |
| --------- | ----------------------------- | -------------------------------------------------------------- | ------ |
| کره جنوبی | 특별자치시 شهر خودمختار مخصوص | سجونگ                                                          |        |
| کامبوج    | krong شهرداری‌های خودمختار     | پنوم‌پن • سیهانوکویل • پیلین • کپ                               | [ ۴۶ ] |

### مناطق خودمختار خودخوانده و به‌رسمیت شناخته نشده
| کشور   | نام رسمی ترجمه یا معادل                               | مناطق (نام نواحی خودمختار و توافق منجر به شکل‌گیری و سال ایجاد) | منبع |
| ------ | ----------------------------------------------------- | -------------------------------------------------------------- | ---- |
| مکزیک  | Municipios Autónomos شهر خودگردان                     | شهر خودگردان شورشیان زاپاتیستا (۲۰۲۰)                          |      |
| سوریه  | Rêveberiya Xweser مدیریت خودگردان                     | روژاوا (۲۰۱۲)                                                  |      |
| بولیوی | Federación de Juntas Vecinales فدراسیون شوراهای مجاور | فخوه (۱۹۷۹)                                                    |      |

## یادداشت
- ^  به عنوان مثال: "China, Hong Kong Special Administrative Region". United Nations. Retrieved 2008-02-25.
- ^  به‌طور مثال به رسمیت شناختن دیپلماتیک برای کوزوو جای بحث دارد و میان کشورها در بارهٔ آن اختلاف وجود دارد.
- ^  روسیه و اوکراین بر سر تصاحب این جمهوری اختلاف نظر دارند و در جریان تحولات داخلی اوکراین، در مارس ۲۰۱۴ کریمه خواستار پیوستن به روسیه شد و روسیه نیز این الحاق را پذیرفت.